# خاندان نیجو
خاندان نیجو (به ژاپنی: 二条家 Nijō-ke) یک شعبه از خاندان فوجیوارا و یکی از پنج خاندان نایب‌السلطنه بود.